# Janne Grönvall
Janne Grönvall, född 17 juli 1973 i Raumo, är en finländsk före detta ishockeyback. 
Grönvall inledde sin professionella hockeykarriär i det finländska laget Lukko säsongen 1989/1990. Han valdes i femte rundan som 101:e spelare totalt i NHL Entry Draft 1992 av Toronto Maple Leafs. Han lyckades aldrig ta en plats i NHL, utan spelade istället två säsonger i AHL-laget St. John's Maple Leafs. Inför säsongen 1996/1997 flyttade han tillbaka till klubben Tappara i finländska FM-ligan. Efter att han blev finländsk mästare med klubben skrev han på ett kontrakt med det svenska elitserielaget Färjestads BK 2003. Han representerade Färjestad under två säsonger och vann två SM-silver.
Han återvände till Tappara säsongen 2005/06. Grönvall avslutade sin aktiva hockeykarriär i Krefeld Pinguine i den tyska högstaligan DEL 2010. 